# Pleonotrocta trilineosa
Pleonotrocta trilineosa är en fjärilsart som beskrevs av Dyar 1918. Pleonotrocta trilineosa ingår i släktet Pleonotrocta och familjen nattflyn. Inga underarter finns listade i Catalogue of Life.